# Yūta Kamiya
Yūta Kamiya (神谷 優太?, Kamiya Yūta; Yamagata, 24 aprile 1997) è un calciatore giapponese, centrocampista o attaccante del Fagiano Okayama.

## Statistiche

### Cronologia presenze e reti in nazionale
| Cronologia completa delle presenze e delle reti in nazionale ― Giappone under 23 | Cronologia completa delle presenze e delle reti in nazionale ― Giappone under 23 | Cronologia completa delle presenze e delle reti in nazionale ― Giappone under 23 | Cronologia completa delle presenze e delle reti in nazionale ― Giappone under 23 | Cronologia completa delle presenze e delle reti in nazionale ― Giappone under 23 | Cronologia completa delle presenze e delle reti in nazionale ― Giappone under 23 | Cronologia completa delle presenze e delle reti in nazionale ― Giappone under 23 | Cronologia completa delle presenze e delle reti in nazionale ― Giappone under 23 |
| Data                                                                             | Città                                                                            | In casa                                                                          | Risultato                                                                        | Ospiti                                                                           | Competizione                                                                     | Reti                                                                             | Note                                                                             |
| -------------------------------------------------------------------------------- | -------------------------------------------------------------------------------- | -------------------------------------------------------------------------------- | -------------------------------------------------------------------------------- | -------------------------------------------------------------------------------- | -------------------------------------------------------------------------------- | -------------------------------------------------------------------------------- | -------------------------------------------------------------------------------- |
| 10-1-2018                                                                        | Jiangyin                                                                         | Giappone under 23                                                                | 1 – 0                                                                            | Palestina under 23                                                               | Coppa d'Asia AFC Under-23 2018                                                   | -                                                                                | cap.                                                                             |
| 13-1-2018                                                                        | Jiangyin                                                                         | Thailandia under 23                                                              | 0 – 1                                                                            | Giappone under 23                                                                | Coppa d'Asia AFC Under-23 2018                                                   | -                                                                                | cap.                                                                             |
| 19-1-2018                                                                        | Jiangyin                                                                         | Giappone under 23                                                                | 0 – 4                                                                            | Uzbekistan under 23                                                              | Coppa d'Asia AFC Under-23 2018                                                   | -                                                                                | cap.                                                                             |
| 16-8-2018                                                                        | Cikarang                                                                         | Pakistan under 23                                                                | 0 – 4                                                                            | Giappone under 23                                                                | XVIII Giochi asiatici                                                            | -                                                                                | 72’                                                                              |
| 14-8-2018                                                                        | Cikarang                                                                         | Giappone under 23                                                                | 0 – 1                                                                            | Vietnam under 23                                                                 | XVIII Giochi asiatici                                                            | -                                                                                | 46’                                                                              |
| 29-8-2018                                                                        | Cibinong                                                                         | Giappone under 23                                                                | 1 – 0                                                                            | Emirati Arabi Uniti under 23                                                     | XVIII Giochi asiatici                                                            | -                                                                                | 82’                                                                              |
| 1-9-2018                                                                         | Cibinong                                                                         | Corea del Sud under 23                                                           | 2 – 1 dts                                                                        | Giappone under 23                                                                | XVIII Giochi asiatici                                                            | -                                                                                | 109’                                                                             |
| 17-11-2018                                                                       | Dubai                                                                            | Giappone under 23                                                                | 5 – 0                                                                            | Kuwait under 23                                                                  | Amichevole                                                                       | -                                                                                | 70’                                                                              |
| 1-6-2019                                                                         | Aubagne                                                                          | Inghilterra under 23                                                             | 1 – 2                                                                            | Giappone under 23                                                                | Torneo di Tolone 2019 - 1º turno                                                 | -                                                                                | cap.                                                                             |
| 7-6-2019                                                                         | Fos-sur-Mer                                                                      | Portogallo under 23                                                              | 1 – 0                                                                            | Giappone under 23                                                                | Torneo di Tolone 2019 - 1º turno                                                 | -                                                                                | cap. 86’                                                                         |
| 12-6-2019                                                                        | Aubagne                                                                          | Giappone under 23                                                                | 2 – 2 dts (5 – 4 dtr)                                                            | Messico under 23                                                                 | Torneo di Tolone 2019 - Semifinale                                               | -                                                                                | cap. 55’                                                                         |
| 15-6-2019                                                                        | Salon-de-Provence                                                                | Brasile under 23                                                                 | 1 – 1 dts (5 – 4 dtr)                                                            | Giappone under 23                                                                | Torneo di Tolone 2019 - Finale                                                   | -                                                                                | 81’                                                                              |
| Totale                                                                           |                                                                                  | Presenze                                                                         | 12                                                                               |                                                                                  | Reti                                                                             | 0                                                                                |                                                                                  |

## Palmarès

### Club
- J2 League: 1

Shonan Bellmare: 2017

### Nazionale
- Coppa d'Asia Under-19: 1

2016
- Giochi asiatici: 1

2018